# Елізабеттаун (Кентуккі)
Елізабеттаун (англ. Elizabethtown) — місто (англ. city) в США, в окрузі Гардін штату Кентуккі. Населення — 31 394 особи (2020).

## Географія
Елізабеттаун розташований за координатами 37°42′16″ пн. ш. 85°52′37″ зх. д. / 37.70444° пн. ш. 85.87694° зх. д. (37.704338, -85.877039).  За даними Бюро перепису населення США в 2010 році місто мало площу 66,87 км², з яких 65,68 км² — суходіл та 1,19 км² — водойми. В 2017 році площа становила 71,81 км², з яких 70,53 км² — суходіл та 1,27 км² — водойми.

## Демографія
Згідно з переписом 2010 року, у місті мешкала 28 531 особа в 11 711 домогосподарстві у складі 7345 родин. Густота населення становила 427 осіб/км².  Було 12664 помешкання (189/км²).
Расовий склад населення:
| - 80,4 % — білих - 11,6 % — чорних або афроамериканців - 2,6 % — азіатів - 0,3 % — корінних американців - 0,2 % — вихідців з тихоокеанських островів - 1,3 % — осіб інших рас |

До двох чи більше рас належало 3,4 %. Частка іспаномовних становила 4,3 % від усіх жителів.
За віковим діапазоном населення розподілялося таким чином: 25,1 % — особи молодші 18 років, 61,7 % — особи у віці 18—64 років, 13,2 % — особи у віці 65 років та старші. Медіана віку мешканця становила 35,4 року. На 100 осіб жіночої статі у місті припадало 91,9 чоловіків;  на 100 жінок у віці від 18 років та старших — 87,4 чоловіків також старших 18 років.
Середній дохід на одне домашнє господарство  становив 61 884 долари США (медіана — 44 568), а середній дохід на одну сім'ю — 73 419 доларів (медіана — 58 077). Медіана доходів становила 43 391 долар для чоловіків та 37 968 доларів для жінок. За межею бідності перебувало 16,3 % осіб, у тому числі 22,8 % дітей у віці до 18 років та 11,5 % осіб у віці 65 років та старших.
Цивільне працевлаштоване населення становило 12 792 особи. Основні галузі зайнятості: освіта, охорона здоров'я та соціальна допомога — 23,4 %, роздрібна торгівля — 14,6 %, виробництво — 12,6 %.